# Melanagromyza eupatoriella
Melanagromyza eupatoriella är en tvåvingeart som beskrevs av Spencer 1973. Melanagromyza eupatoriella ingår i släktet Melanagromyza, och familjen minerarflugor. Inga underarter finns listade i Catalogue of Life.